# Alberto Demiddi
Alberto Demiddi (ur. 11 kwietnia 1944 w Buenos Aires, zm. 25 października 2000 w San Fernando) – argentyński wioślarz, dwukrotny medalista olimpijski.

## Kariera sportowa
Startował w skiffie. 
Wystąpił na igrzyskach olimpijskich w Tokio w 1964, gdzie zajął czwarte miejsce w jedynkach. Walkę o medal przegrał tam z Gottfriedem Kottmannem ze Szwajcarii o 1,83 sekundy. Na rozgrywanych cztery lata później igrzyskach olimpijskich w Meksyku w tej samej konkurencji zdobył brązowy medal. W finale o 9,29 sekundy przegrał z Holendrem Henrim Janem Wienese, a o 5,19 sekundy wyprzedził go Jochen Meißner z RFN. Brał też udział w igrzyskach olimpijskich w Monachium w 1972, zajmując drugie miejsce. W wyścigu finałowym o 1,39 sekundy szybszy był Jurij Małyszew z ZSRR, a trzecie miejsce zajął Wolfgang Güldenpfennig z NRD, tracąc do Demiddiego 2,92 sekundy. 
Podczas mistrzostw świata w St. Catharines w 1970 wywalczył złoty medal w jedynkach. Wyprzedził tam Götza Draegera z NRD i Jaroslava Hellebranda z Czechosłowacji. Zwyciężył za to na mistrzostwach Europy w Klagenfurcie (1969) i mistrzostwach Europy w Kopenhadze (1971).
Ponadto zdobył srebrny medal w dwójkach na igrzyskach panamerykańskich w São Paulo (1963), złoty w jedynkach na igrzyskach panamerykańskich w Winnipeg (1967) oraz złote w jedynkach i ósemkach na igrzyskach panamerykańskich w Cali (1971). 
Jedenaście razy był mistrzem Argentyny. Po zakończeniu kariery został trenerem. 